# Facteur biotique
En écologie, les facteurs biotiques représentent l'ensemble des interactions du vivant sur le vivant dans un écosystème. Opposables aux facteurs abiotiques, ils constituent une partie des facteurs écologiques de cet écosystème. Il s'agit des ressources alimentaires, des relations trophiques de prédation, coopération, compétition, parasitisme, etc.
On distingue deux catégories de facteur biotique qui sont déterminées par les types d'interactions entre êtres vivants :
- les relations intraspécifiques ;
- les relations interspécifiques.

## Types de relations

### Relations intraspécifiques
On emploie aussi le terme d’interaction homotypique. Ce sont les relations qu'ont les individus au sein d'une même espèce, comme la compétition, la coopération, la reproduction et la trophallaxie.

### Relations interspécifiques
On parle aussi d'interaction hétérotypique. Ce sont les relations qu'ont les individus entre deux (ou plusieurs) espèces différentes. Ces relations  peuvent être positives ; neutres ou négatives pour les organismes. On distingue plusieurs types de relations interspécifiques :
- neutralisme ;
- compétition ;
- symbiose ;
- mutualisme ;
- amensalisme ;
- commensalisme ;
- parasitisme.